# Spedizione geodetica francese
La missione geodetica francese all'Equatore è stata una spedizione scientifica del XVIII secolo in quello che oggi è l'Ecuador effettuata allo scopo di misurare la rotondità della Terra attraverso la misura d'angolo. Viene considerata la prima missione geodetica condotta con principi scientifici moderni, oltre che ad essere la prima missione di carattere internazionale.
La missione riuscì a misurare gli archi della curvatura terrestre dalle pianure vicino a Quito alla città meridionale di Cuenca.
Le imbarcazioni utilizzate furono molteplici:
- dalla Spagna alla Colombia: El Conquistador e Incendio;
- dalla Francia alla Colombia: Portefaix;
- dalla Colombia all'Ecuador: San Cristóbal;
- dall'Ecuador al Chile e viaggio di ritorno: Nuestra Señora de Belén e Rosa
- dall'Ecuador alla Francia: Nuestra Señora de la Deliberanza, Luis Erasmo e Marquesa de Antin

La componente scientifica dell'equipaggio era composta da:
- Astronomi francesi: Charles Marie de La Condamine, Pierre Bouguer e Louis Godin;
- Geografi spagnoli: Jorge Juan y Santacilla e Antonio de Ulloa;
- Assistenti: Joseph de Jussieu e Jean Godin;
- Geografo e topografo ecuadoregno: Pedro Maldonado.

Le fonti primarie della spedizioni sono le relazioni che alcuni scienziati realizzarono al termine della missione:
- (FR) Jorge Juan and Ulloa, Relación histórica del viaje a la América meridional, 1748.
- (FR) Pierre Bouguer, Figure de la terre determine, 1749.
- (FR) Charles Marie de La Condamine, Journal du voyage, 1751.